# Gewoon slankpalpje
Het gewoon slankpalpje (Agyneta conigera) is een spinnensoort in de taxonomische indeling van de hangmatspinnen (Linyphiidae).
Het dier behoort tot het geslacht Agyneta. De wetenschappelijke naam van de soort werd voor het eerst geldig gepubliceerd in 1863 door Octavius Pickard-Cambridge.